# Interlands Welsh voetbalelftal 1930-1939
Deze pagina toont een chronologisch en gedetailleerd overzicht van de interlands die het Welsh voetbalelftal heeft gespeeld in de periode 1930 – 1939.

## Interlands

### 1930
|                                                                                         |                                                               |       |       |                                                                          |
| 1 februari British Home Championship 1929/30 № 141 «onderlinge duels» 15:00 uur (UTC+1) | Noord-Ierland                                                 | 7 – 0 | Wales | Celtic Park, Belfast Toeschouwers: 16.000 Scheidsrechter: Tom Crew (ENG) |
| 1 februari British Home Championship 1929/30 № 141 «onderlinge duels» 15:00 uur (UTC+1) | Joe Bambrick 12', 43', 51', 59', 64', 88' Andy McCluggage 90' |       |       | Celtic Park, Belfast Toeschouwers: 16.000 Scheidsrechter: Tom Crew (ENG) |

|                                                                                       |                    |       |                  |                                                                                 |
| 25 oktober British Home Championship 1930/31 № 142 «onderlinge duels» 15:00 uur (UTC) | Schotland          | 1 – 1 | Wales            | Ibrox Stadium, Glasgow Toeschouwers: 23.106 Scheidsrechter: Charlie Lines (ENG) |
| 25 oktober British Home Championship 1930/31 № 142 «onderlinge duels» 15:00 uur (UTC) | Barney Battles 43' |       | 6' Tommy Bamford | Ibrox Stadium, Glasgow Toeschouwers: 23.106 Scheidsrechter: Charlie Lines (ENG) |

|                                                                                        |       |                                                            |          |                                                                                   |
| 22 november British Home Championship 1930/31 № 143 «onderlinge duels» 14:45 uur (UTC) | Wales | 0 – 4                                                      | Engeland | Racecourse Ground, Wrexham Toeschouwers: 11.282 Scheidsrechter: Hugh Watson (SCO) |
| 22 november British Home Championship 1930/31 № 143 «onderlinge duels» 14:45 uur (UTC) |       | 12', 70' Jimmy Hampson 35' Gordon Hodgson 72' Joe Bradford |          | Racecourse Ground, Wrexham Toeschouwers: 11.282 Scheidsrechter: Hugh Watson (SCO) |

### 1931
|                                                                                       |                                                       |       |                                 |                                                                                      |
| 22 april British Home Championship 1930/31 № 144 «onderlinge duels» 15:00 uur (UTC+1) | Wales                                                 | 3 – 2 | Noord-Ierland                   | Racecourse Ground, Wrexham Toeschouwers: 11.000 Scheidsrechter: William Harper (ENG) |
| 22 april British Home Championship 1930/31 № 144 «onderlinge duels» 15:00 uur (UTC+1) | Charlie Phillips 3' Tom Griffiths 40' Fred Warren 69' |       | 52' Jimmy Dunne 72' Dick Rowley | Racecourse Ground, Wrexham Toeschouwers: 11.000 Scheidsrechter: William Harper (ENG) |

|                                                                                       |                                            |       |                                                         |                                                                                     |
| 31 oktober British Home Championship 1931/32 № 145 «onderlinge duels» 15:15 uur (UTC) | Wales                                      | 2 – 3 | Schotland                                               | Racecourse Ground, Wrexham Toeschouwers: 10.860 Scheidsrechter: Isaac Caswell (ENG) |
| 31 oktober British Home Championship 1931/32 № 145 «onderlinge duels» 15:15 uur (UTC) | Ernest Curtis 12' (pen.) Ernest Curtis 78' |       | 25' George Stevenson 31' Bert Thomson 54' Jimmy McGrory | Racecourse Ground, Wrexham Toeschouwers: 10.860 Scheidsrechter: Isaac Caswell (ENG) |

|                                                                                        |                                                 |       |                    |                                                                             |
| 18 november British Home Championship 1931/32 № 146 «onderlinge duels» 13:00 uur (UTC) | Engeland                                        | 3 – 1 | Wales              | Anfield, Liverpool Toeschouwers: 15.000 Scheidsrechter: Billy Bunnell (ENG) |
| 18 november British Home Championship 1931/32 № 146 «onderlinge duels» 13:00 uur (UTC) | John Smith 38' Sammy Crooks 50' Ernest Hine 65' |       | 30' Walter Robbins | Anfield, Liverpool Toeschouwers: 15.000 Scheidsrechter: Billy Bunnell (ENG) |

|                                                                                       |                                                         |       |       |                                                                              |
| 5 december British Home Championship 1931/32 № 147 «onderlinge duels» 14:30 uur (UTC) | Noord-Ierland                                           | 4 – 0 | Wales | Windsor Park, Belfast Toeschouwers: 11.000 Scheidsrechter: Percy Snape (ENG) |
| 5 december British Home Championship 1931/32 № 147 «onderlinge duels» 14:30 uur (UTC) | Willie Millar 32' Jimmy Kelly 71', 77' Joe Bambrick 81' |       |       | Windsor Park, Belfast Toeschouwers: 11.000 Scheidsrechter: Percy Snape (ENG) |

### 1932
|                                                                       |                                 |       |                                                                                     |                                                                                      |
| 26 oktober British Home Championship 1932/33 № 148 «onderlinge duels» | Schotland                       | 2 – 5 | Wales                                                                               | Tynecastle Park, Edinburgh Toeschouwers: 31.000 Scheidsrechter: William Harper (ENG) |
| 26 oktober British Home Championship 1932/33 № 148 «onderlinge duels» | Neil Dewar 63' Dally Duncan 66' |       | 10' (e.d.) Jock Thomson 20' Tom Griffiths 25', 46' Taffy O'Callaghan 43' Dai Astley | Tynecastle Park, Edinburgh Toeschouwers: 31.000 Scheidsrechter: William Harper (ENG) |

|                                                                                        |       |       |          |                                                                                    |
| 16 november British Home Championship 1932/33 № 149 «onderlinge duels» 14:45 uur (UTC) | Wales | 0 – 0 | Engeland | Racecourse Ground, Wrexham Toeschouwers: 25.167 Scheidsrechter: Sam Thompson (IRL) |
| 16 november British Home Championship 1932/33 № 149 «onderlinge duels» 14:45 uur (UTC) |       |       |          | Racecourse Ground, Wrexham Toeschouwers: 25.167 Scheidsrechter: Sam Thompson (IRL) |

|                                                                                       |                                             |       |                 |                                                                                    |
| 7 december British Home Championship 1932/33 № 150 «onderlinge duels» 14:30 uur (UTC) | Wales                                       | 4 – 1 | Noord-Ierland   | Racecourse Ground, Wrexham Toeschouwers: 8.500 Scheidsrechter: George Hewitt (ENG) |
| 7 december British Home Championship 1932/33 № 150 «onderlinge duels» 14:30 uur (UTC) | Dai Astley 47', 78' Walter Robbins 48', 87' |       | 27' Sam English | Racecourse Ground, Wrexham Toeschouwers: 8.500 Scheidsrechter: George Hewitt (ENG) |

### 1933
|                                                                     |                  |       |                   | |
| 25 mei Vriendschappelijk № 151 «onderlinge duels» 15:15 uur (UTC+1) | Frankrijk        | 1 – 1 | Wales             | Stade olympique Yves-du-Manoir, Colombes Toeschouwers: 25.000 Scheidsrechter: Raphaël Van Praag (BEL) |
| 25 mei Vriendschappelijk № 151 «onderlinge duels» 15:15 uur (UTC+1) | Jean Nicolas 78' |       | 57' Tom Griffiths | Stade olympique Yves-du-Manoir, Colombes Toeschouwers: 25.000 Scheidsrechter: Raphaël Van Praag (BEL) |

|                                                                                        |                                                    |       |                                       |                                                                            |
| 4 oktober British Home Championship 1933/34 № 152 «onderlinge duels» 17:15 uur (UTC+1) | Wales                                              | 3 – 2 | Schotland                             | Ninian Park, Cardiff Toeschouwers: 40.000 Scheidsrechter: Eddie Wood (ENG) |
| 4 oktober British Home Championship 1933/34 № 152 «onderlinge duels» 17:15 uur (UTC+1) | Willie Evans 25' Walter Robbins 35' Dai Astley 57' |       | 75' Willie Macfadyen 80' Dally Duncan | Ninian Park, Cardiff Toeschouwers: 40.000 Scheidsrechter: Eddie Wood (ENG) |

|                                                                                       |               |       |               |                                                                               |
| 4 november British Home Championship 1933/34 № 153 «onderlinge duels» 14:45 uur (UTC) | Noord-Ierland | 1 – 1 | Wales         | Windsor Park, Belfast Toeschouwers: 20.000 Scheidsrechter: Mungo Hutton (SCO) |
| 4 november British Home Championship 1933/34 № 153 «onderlinge duels» 14:45 uur (UTC) | Sam Jones 59' |       | 4' Pat Glover | Windsor Park, Belfast Toeschouwers: 20.000 Scheidsrechter: Mungo Hutton (SCO) |

|                                                                                        |                |       |                                 |                                                                                              |
| 15 november British Home Championship 1933/34 № 154 «onderlinge duels» 14:30 uur (UTC) | Engeland       | 1 – 2 | Wales                           | St. James' Park, Newcastle upon Tyne Toeschouwers: 15.000 Scheidsrechter: Sam Thompson (NIR) |
| 15 november British Home Championship 1933/34 № 154 «onderlinge duels» 14:30 uur (UTC) | Eric Brook 59' |       | 21' Thomas Mills 82' Dai Astley | St. James' Park, Newcastle upon Tyne Toeschouwers: 15.000 Scheidsrechter: Sam Thompson (NIR) |

### 1934
|                                                                                           |       |                                                          |          |                                                                              |
| 29 september British Home Championship 1934/35 № 155 «onderlinge duels» 15:30 uur (UTC+1) | Wales | 0 – 4                                                    | Engeland | Ninian Park, Cardiff Toeschouwers: 36.692 Scheidsrechter: Sam Thompson (NIR) |
| 29 september British Home Championship 1934/35 № 155 «onderlinge duels» 15:30 uur (UTC+1) |       | 10', 85' Fred Tilson 30' Eric Brook 64' Stanley Matthews |          | Ninian Park, Cardiff Toeschouwers: 36.692 Scheidsrechter: Sam Thompson (NIR) |

|                                                                                        |                                          |       |                                    |                                                                                     |
| 21 november British Home Championship 1934/35 № 156 «onderlinge duels» 14:20 uur (UTC) | Schotland                                | 3 – 2 | Wales                              | Pittodrie Stadium, Aberdeen Toeschouwers: 26.334 Scheidsrechter: Sam Thompson (NIR) |
| 21 november British Home Championship 1934/35 № 156 «onderlinge duels» 14:20 uur (UTC) | Dally Duncan 23' Charlie Napier 46', 85' |       | 7' Charlie Phillips 88' Dai Astley | Pittodrie Stadium, Aberdeen Toeschouwers: 26.334 Scheidsrechter: Sam Thompson (NIR) |

### 1935
|                                                                                     |                                                                |       |                  |                                                                                    |
| 27 maart British Home Championship 1934/35 № 157 «onderlinge duels» 16:00 uur (UTC) | Wales                                                          | 3 – 1 | Noord-Ierland    | Racecourse Ground, Wrexham Toeschouwers: 17.000 Scheidsrechter: Peco Bauwens (GER) |
| 27 maart British Home Championship 1934/35 № 157 «onderlinge duels» 16:00 uur (UTC) | Charles Jones 7' Charlie Phillips 23' (pen.) Idris Hopkins 85' |       | 22' Joe Bambrick | Racecourse Ground, Wrexham Toeschouwers: 17.000 Scheidsrechter: Peco Bauwens (GER) |

|                                                                                        |                      |       |                  |                                                                              |
| 5 oktober British Home Championship 1935/36 № 158 «onderlinge duels» 15:30 uur (UTC+1) | Wales                | 1 – 1 | Schotland        | Ninian Park, Cardiff Toeschouwers: 37.568 Scheidsrechter: Bert Caseley (ENG) |
| 5 oktober British Home Championship 1935/36 № 158 «onderlinge duels» 15:30 uur (UTC+1) | Charlie Phillips 40' |       | 34' Dally Duncan | Ninian Park, Cardiff Toeschouwers: 37.568 Scheidsrechter: Bert Caseley (ENG) |

### 1936
|                                                                                       |                |       |                               |                                                                                        |
| 5 februari British Home Championship 1935/36 № 159 «onderlinge duels» 15:00 uur (UTC) | Engeland       | 1 – 2 | Wales                         | Molineux Stadium, Wolverhampton Toeschouwers: 22.613 Scheidsrechter: Willie Webb (SCO) |
| 5 februari British Home Championship 1935/36 № 159 «onderlinge duels» 15:00 uur (UTC) | Ray Bowden 38' |       | 47' Dai Astley 67' Bryn Jones | Molineux Stadium, Wolverhampton Toeschouwers: 22.613 Scheidsrechter: Willie Webb (SCO) |

|                                                                                     |                                                        |       |                                     |                                                                                |
| 11 maart British Home Championship 1935/36 № 160 «onderlinge duels» 15:00 uur (UTC) | Noord-Ierland                                          | 3 – 2 | Wales                               | Celtic Park, Belfast Toeschouwers: 20.000 Scheidsrechter: Harry Nattrass (ENG) |
| 11 maart British Home Championship 1935/36 № 160 «onderlinge duels» 15:00 uur (UTC) | Jimmy Gibb 34' Alex Stevenson 61' Norman Kernaghan 80' |       | 30' Dai Astley 43' Charlie Phillips | Celtic Park, Belfast Toeschouwers: 20.000 Scheidsrechter: Harry Nattrass (ENG) |

|                                                                                       |                                   |       |                  |                                                                                 |
| 17 oktober British Home Championship 1936/37 № 161 «onderlinge duels» 15:30 uur (UTC) | Wales                             | 2 – 1 | Engeland         | Ninian Park, Cardiff Toeschouwers: 44.729 Scheidsrechter: William McClean (NIR) |
| 17 oktober British Home Championship 1936/37 № 161 «onderlinge duels» 15:30 uur (UTC) | Seymour Morris 64' Pat Glover 66' |       | 44' Cliff Bastin | Ninian Park, Cardiff Toeschouwers: 44.729 Scheidsrechter: William McClean (NIR) |

|                                                                                       |                  |       |                     |                                                                            |
| 2 december British Home Championship 1936/37 № 162 «onderlinge duels» 14:15 uur (UTC) | Schotland        | 1 – 2 | Wales               | Dens Park, Dundee Toeschouwers: 23.858 Scheidsrechter: Arthur Barton (ENG) |
| 2 december British Home Championship 1936/37 № 162 «onderlinge duels» 14:15 uur (UTC) | Tommy Walker 57' |       | 23', 80' Pat Glover | Dens Park, Dundee Toeschouwers: 23.858 Scheidsrechter: Arthur Barton (ENG) |

### 1937
|                                                                                     |                                                    |       |                    |                                                                                    |
| 17 maart British Home Championship 1936/37 № 163 «onderlinge duels» 16:30 uur (UTC) | Wales                                              | 4 – 1 | Noord-Ierland      | Racecourse Ground, Wrexham Toeschouwers: 19.000 Scheidsrechter: Jimmy Jewell (ENG) |
| 17 maart British Home Championship 1936/37 № 163 «onderlinge duels» 16:30 uur (UTC) | Bryn Jones 25' Pat Glover 33', 51' Fred Warren 65' |       | 62' Alex Stevenson | Racecourse Ground, Wrexham Toeschouwers: 19.000 Scheidsrechter: Jimmy Jewell (ENG) |

|                                                                                       |                                   |       |                 |                                                                                |
| 30 oktober British Home Championship 1937/38 № 164 «onderlinge duels» 15:00 uur (UTC) | Wales                             | 2 – 1 | Schotland       | Ninian Park, Cardiff Toeschouwers: 41.800 Scheidsrechter: Charlie Argent (ENG) |
| 30 oktober British Home Championship 1937/38 № 164 «onderlinge duels» 15:00 uur (UTC) | Bryn Jones 26' Seymour Morris 40' |       | 72' Alex Massie | Ninian Park, Cardiff Toeschouwers: 41.800 Scheidsrechter: Charlie Argent (ENG) |

|                                                                                        |                                      |       |                 |                                                                                     |
| 17 november British Home Championship 1937/38 № 165 «onderlinge duels» 14:30 uur (UTC) | Engeland                             | 2 – 1 | Wales           | Ayresome Park, Middlesbrough Toeschouwers: 30.608 Scheidsrechter: Willie Webb (SCO) |
| 17 november British Home Championship 1937/38 № 165 «onderlinge duels» 14:30 uur (UTC) | Stanley Matthews 28' Willie Hall 59' |       | 16' Eddie Perry | Ayresome Park, Middlesbrough Toeschouwers: 30.608 Scheidsrechter: Willie Webb (SCO) |

### 1938
|                                                                                     |                  |       |       |                                                                                    |
| 16 maart British Home Championship 1937/38 № 166 «onderlinge duels» 15:00 uur (UTC) | Noord-Ierland    | 1 – 0 | Wales | Windsor Park, Belfast Toeschouwers: 14.000 Scheidsrechter: Reginald Mortimer (ENG) |
| 16 maart British Home Championship 1937/38 № 166 «onderlinge duels» 15:00 uur (UTC) | Joe Bambrick 78' |       |       | Windsor Park, Belfast Toeschouwers: 14.000 Scheidsrechter: Reginald Mortimer (ENG) |

|                                                                                       |                                                     |       |                                              |                                                                                  |
| 22 oktober British Home Championship 1938/39 № 167 «onderlinge duels» 15:15 uur (UTC) | Wales                                               | 4 – 2 | Engeland                                     | Ninian Park, Cardiff Toeschouwers: 55.000 Scheidsrechter: William Hamilton (IRL) |
| 22 oktober British Home Championship 1938/39 № 167 «onderlinge duels» 15:15 uur (UTC) | Dai Astley 5', 64' Idris Hopkins 33' Bryn Jones 61' |       | 27' (pen.) Tommy Lawton 35' Stanley Matthews | Ninian Park, Cardiff Toeschouwers: 55.000 Scheidsrechter: William Hamilton (IRL) |

|                                                                                       |                                         |       |                                 |                                                                                      |
| 9 november British Home Championship 1938/39 № 168 «onderlinge duels» 14:45 uur (UTC) | Schotland                               | 3 – 2 | Wales                           | Tynecastle Park, Edinburgh Toeschouwers: 34.810 Scheidsrechter: Tommy Thompson (ENG) |
| 9 november British Home Championship 1938/39 № 168 «onderlinge duels» 14:45 uur (UTC) | Torry Gillick 30' Tommy Walker 83', 84' |       | 17' Dai Astley 86' Leslie Jones | Tynecastle Park, Edinburgh Toeschouwers: 34.810 Scheidsrechter: Tommy Thompson (ENG) |

### 1939
|                                                                                     |                                                 |       |                     |                                                                                     |
| 15 maart British Home Championship 1938/39 № 169 «onderlinge duels» 16:30 uur (UTC) | Wales                                           | 3 – 1 | Noord-Ierland       | Racecourse Ground, Wrexham Toeschouwers: 22.997 Scheidsrechter: Arthur Barton (ENG) |
| 15 maart British Home Championship 1938/39 № 169 «onderlinge duels» 16:30 uur (UTC) | Horace Cumner 7' Pat Glover 20' Les Boulter 62' |       | 15' Dudley Milligan | Racecourse Ground, Wrexham Toeschouwers: 22.997 Scheidsrechter: Arthur Barton (ENG) |

|                                                                     |                                    |       |                | |
| 21 mei Vriendschappelijk № 170 «onderlinge duels» 15:00 uur (UTC+1) | Frankrijk                          | 2 – 1 | Wales          | Stade olympique Yves-du-Manoir, Colombes Toeschouwers: 23.064 Scheidsrechter: Laurent Franken (BEL) |
| 21 mei Vriendschappelijk № 170 «onderlinge duels» 15:00 uur (UTC+1) | Jules Bigot 10' Désiré Koranyi 13' |       | 53' Dai Astley | Stade olympique Yves-du-Manoir, Colombes Toeschouwers: 23.064 Scheidsrechter: Laurent Franken (BEL) |

België · Bulgarije · Denemarken · Duitsland · Engeland · Estland · Finland · Frankrijk · Griekenland · Hongarije · Ierland · Israël · Italië · Joegoslavië · Letland · Litouwen · Luxemburg · Nederland · Noord-Ierland · Noorwegen · Oostenrijk · Polen · Portugal · Roemenië · Schotland · Spanje · Tsjecho-Slowakije · Turkije · Wales · Zweden · Zwitserland
FAW · A-internationals · Bondscoaches · Statistieken · Welsh vrouwenelftal · Brits olympisch elftal · Wales U21 · Wales U20 · Wales U19 · Wales U18 · Wales U17 · Wales U16
1876 – 1899 ·
1900 – 1919 ·
1920 – 1929 ·
1930 – 1939 ·
1940 – 1949 ·
1950 – 1959 ·
1960 – 1969 ·
1970 – 1979 ·
1980 – 1989 ·
1990 – 1999 ·
2000 – 2009 ·
2010 – 2019 ·
2020 − 2029
EK 2016 · 
EK 2020
WK 1958
1876 · 
1877 · 
1878 · 
1879 · 
1880 · 
1881 · 
1882 · 
1883 · 
1884 · 
1885 · 
1886 · 
1887 · 
1888 · 
1889 · 
1890 · 
1891 · 
1892 · 
1893 · 
1894 · 
1895 · 
1896 · 
1897 · 
1898 · 
1899 · 
1900 · 
1901 · 
1902 · 
1903 · 
1904 · 
1905 · 
1906 · 
1907 · 
1908 · 
1909 · 
1910 · 
1911 · 
1912 · 
1913 · 
1914 · 
1915 · 1916 · 1917 · 1918 · 1919 · 
1920 · 
1921 · 
1922 · 
1923 · 
1924 · 
1925 · 
1926 · 
1927 · 
1928 · 
1929 · 
1930 · 
1931 · 
1932 · 
1933 · 
1934 · 
1935 · 
1936 · 
1937 · 
1938 · 
1939 · 
1940 · 1941 · 1942 · 1943 · 1944 · 1945 · 
1946 · 
1947 · 
1948 · 
1949 · 
1950 · 
1952 · 
1952 · 
1953 · 
1954 · 
1955 · 
1956 · 
1957 · 
1958 · 
1959 · 
1960 · 
1961 · 
1962 · 
1963 · 
1964 · 
1965 · 
1966 · 
1967 · 
1968 · 
1969 · 
1970 · 
1971 · 
1972 · 
1973 · 
1974 · 
1975 · 
1976 · 
1977 · 
1978 · 
1979 · 
1980 · 
1981 · 
1982 · 
1983 · 
1984 · 
1985 · 
1986 · 
1987 · 
1988 · 
1989 · 
1990 · 
1991 · 
1992 · 
1993 · 
1994 · 
1995 · 
1996 · 
1997 · 
1998 · 
1999 · 
2000 · 
2001 · 
2002 · 
2003 · 
2004 · 
2005 · 
2006 · 
2007 · 
2008 · 
2009 · 
2010 · 
2011 · 
2012 · 
2013 · 
2014 · 
2015 · 
2016 · 
2017 ·
2018 ·
2019 ·
2020 ·
2021 ·
2022 ·
2023
Albanië ·
Andorra ·
Argentinië ·
Armenië ·
Australië ·
Azerbeidzjan ·
België ·
Bosnië en Herzegovina ·
Brazilië ·
Bulgarije ·
Canada ·
Chili ·
China ·
Costa Rica ·
Cyprus ·
DDR ·
Denemarken ·
Duitsland ·
Engeland ·
Estland ·
Faeröer ·
Finland ·
Frankrijk ·
Georgië ·
Gibraltar ·
Griekenland ·
Hongarije ·
Ierland ·
IJsland ·
Iran ·
Israël ·
Italië ·
Jamaica ·
Japan ·
Joegoslavië ·
Kazachstan ·
Koeweit ·
Kroatië ·
Letland ·
Liechtenstein ·
Luxemburg ·
Malta ·
Mexico ·
Moldavië ·
Montenegro ·
Nederland ·
Nieuw-Zeeland ·
Noord-Ierland ·
Noord-Macedonië ·
Noorwegen ·
Oekraïne ·
Oostenrijk ·
Panama ·
Paraguay ·
Polen ·
Portugal · 
Qatar ·
Roemenië ·
Rusland ·
San Marino ·
Saoedi-Arabië ·
Schotland ·
Servië ·
Servië en Montenegro ·
Slovenië ·
Slowakije ·
Sovjet-Unie ·
Spanje ·
Trinidad & Tobago ·
Tsjechië ·
Tsjecho-Slowakije ·
Tunesië ·
Turkije ·
Uruguay ·
Verenigde Staten ·
Wit-Rusland ·
Zuid-Korea ·
Zweden ·
Zwitserland
Engeland (2016) · 
Denemarken (2021) · 
Italië (2021) · 
Rusland (2016) ·
Slowakije (2016) · 
Turkije (2021) · 
Zwitserland (2021)